# Epipsilia pseudolatens
Epipsilia pseudolatens là một loài bướm đêm trong họ Noctuidae.